# Myron (rodzaj)
Myron – rodzaj węży z rodziny Homalopsidae.

## Zasięg występowania
Rodzaj obejmuje gatunki występujące w Indonezji, na Papui-Nowej Gwinei oraz w Australii.

## Systematyka

### Etymologia
- Myron: etymologia nieznana, Gray nie wyjaśnił znaczenia nazwy rodzajowej[2].
- Neospades: gr. νεοσπασης neospadēs „świeżo wydobyty z rany, krwawy”[3]. Gatunek typowy: Neospades kentii De Vis, 1889 (= Myron richardsonii J.E. Gray, 1849).

### Podział systematyczny
Do rodzaju należą następujące gatunki:
- Myron karnsi
- Myron resetari
- Myron richardsonii